# Menhir de Puig ses Forques
Le menhir de Puig ses Forques est un mégalithe datant du Néolithique ou du Chalcolithique situé près de la commune de Calonge, dans la province de Gérone en Catalogne.

## Situation

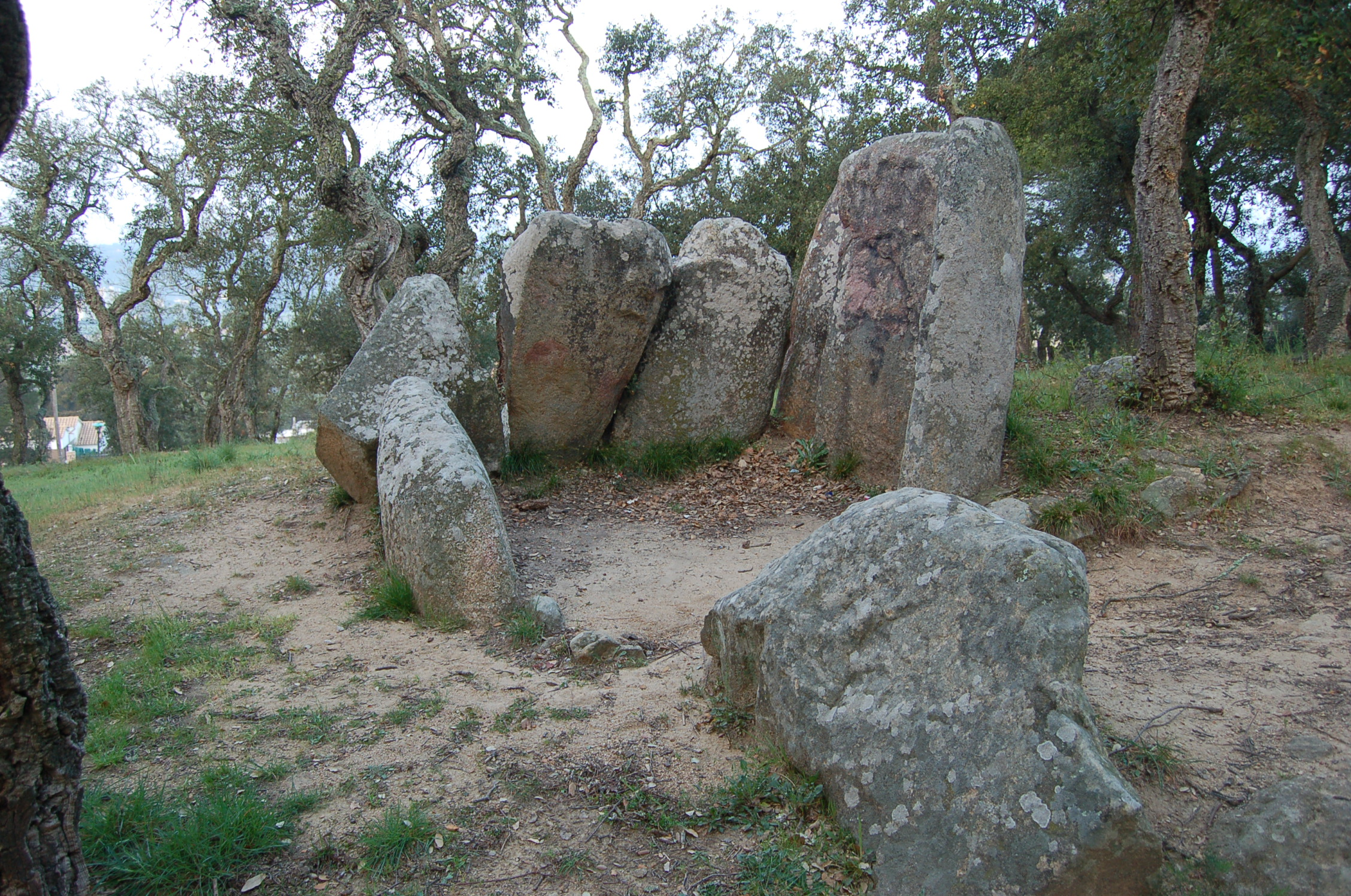
Dolmen del Puig ses Forques

Il est situé sur une colline près de la Carrer Menhir, à Calonge, entre l'autoroute C-31 et la côte méditerranéenne, située à moins de deux kilomètres.
Le dolmen del Puig Ses Forques se trouve à proximité du menhir.

## Description
Daté de 3 500 à 1 800 av. J.-C., le menhir, en granite, mesure 2 m de hauteur pour 1 m de largeur et 0,70 m d'épaisseur.

## Histoire
Découvert renversé au début du XXe siècle, il est redressé en 1958 à proximité de son emplacement d'origine sous la direction de l'historien Lluís Esteve i Cruañas.